# 2014年东莞裕元鞋厂罢工
2014年东莞裕元鞋厂罢工是一场发生在中国广东省东莞市的罢工行动。罢工于2014年4月14日开始，26日结束，参与人数约5、6万人。这次罢工也被视为中华人民共和国成立以来最大的罢工潮。

## 罢工背景
涉事工厂——东莞裕元鞋厂是广东东莞最大的鞋厂，隶属于台湾宝成集团，是阿迪达斯、耐克等多个世界名牌运动鞋的最大的生产基地，为全球30多家著名品牌鞋类产品公司进行代工。
裕元鞋厂一员工15日接受媒体采访时称，这次停工维权缘于裕元鞋厂未足额为工人购买社保，按照东莞社保局的规定，工人的社保应包括工伤、养老、医疗、失业及生育保险，社保缴费率规定企业需缴纳员工总收入的11%，员工个人承担8%，而他前不久查了自己的社保缴费，发现工厂只帮他交了他自己所交的部分，但没有缴纳企业应该缴纳的那一部分。而部分工人陆续请假去社保局查询自己的社保缴费情况，纷纷发现裕元鞋厂缴交的社保额度不足，缴交的标准很混乱，还有员工发现鞋厂与其签订的是无效劳动合同。

## 经过
部分员工因为上述原因与裕元鞋厂多次交涉，交涉无果下曾于2014年4月初进行抗议维权，当时裕元厂方称宝成集团台湾董事会已经知晓此事，且承诺在4月14日与工人代表进行最终解决方案的协商。之后厂方公告显示，新方案在今年5月1日将全面铺开，届时该公司的社保、住房公积金覆盖率将达到100%。公司方承诺，预计在2015年前完成全员足额投保。然而部分工人并不因此感到满意，提出要求公司支付更多补偿、加薪、重新签订劳动合同等要求，并引发裕元鞋厂多个厂区停工。
裕元于4月17日早上发出通告，表示因应员工诉求，决定依据相关地方政府政策，调整鞋厂员工的福利金，下月1日起生效。但现场有工人质疑通告是否有效，要求公司再澄清。有工人表示，资方还在会上表明旷工三天可被无偿革除，但他们会继续罢工。
罢工发生后，为维持治安，东莞警方在裕元工业区增派了警力，但工人维权过程中与警察发生冲突，4名工人受伤，随后被120送医；另有20多名工人被警察带走。并引发警民冲突，有20余人被警方拘捕，另有4至5人受伤。
4月16日，罢工工人发表了《裕元工友暨劳工界、社会各界人士呼吁广东省总工会依法履行职责的联署公开信》，提出广东省总工会派员进驻、启动劳资谈判、彻查社保缴纳情况和重新选举工会委员会等四点要求。随后广东省总工会介入，东莞市总工会常务副主席、副主席以及市镇两级工会共20多人组成工作组，深入企业开展工作。同时市总工会法律服务团律师也跟随进入厂区，为职工提供法律咨询、指导和帮助。
4月25日，裕元集团对外表示，由于17日宣布调整员工福利金，直至本公告日期，超过80%的鞋厂员工已恢复工作。而有内部员工称资方有强迫复工举动。

## 各方反应
- 事件发生后，广东省总工会向东莞市总工会提出四点意见[5]：

1. 旗帜鲜明维护职工合法权益；
2. 引导职工依法理性表达诉求，不要采取过激行为；
3. 搭建劳资协商平台，以平等协商的方式化解纠纷；
4. 东莞市总要每日一报事件处置进展情况。

- 中国人力资源和社会保障部新闻发言人李忠在记者会上表示，东莞裕元鞋厂确实存在未如实申报社保缴费的问题，对此东莞市社会保障局已向企业发出了《社会保险限期改正指令书》，责令企业于4月25日前进行依法整改。他还称：“人力资源部将继续关注进展情况，指导广东依法妥善处理，切实维护劳动者合法权益。”[8]

- 香港多个工会组织4月24日发表《給各品牌的公開信》，呼吁委托裕元鞋厂加工的各大品牌共同承担责任[9]。

- 台湾的团结工联、青年劳动九五联盟、全国关厂工人连线、台湾劳工阵线等多个劳工团体4月24日也发起活动声援。他们一早来到敦化南路、宝成集团公司的门口，召开记者会并诉求，反对暴力镇压，并立即无条件释放全部被捕工人；对社保和住房公积金，裕元补足所有资方应付金额，品牌商补足所有工人应付金额；终止胡乱变更社保缴费单位，裕元应承认所有工人全部年资；裕元与品牌商应与工人选举出来的代表协商，妥善解决各项劳资争议[1]。

- 中国大陆有左派网站评论称，如果中国人民勤劳不能致富，他们会像东莞的工人那样，起来反抗资本家的剥削和压迫[3]。亦有网民质疑一些“公知”在此事发生后集体“失语”甚至反对罢工的行为，称他们是“和官僚配合去搞颜色政变帮助官僚合法化腐败财富”[10]。

- 网易财经评论称，裕元鞋厂罢工表明，"世界工厂"东莞遭遇转型阵痛；而由于员工权益意识逐渐增强，企业综合成本也随之攀升。[11]。

- 东莞裕元发生罢工之后，江西吉安市安福县的裕元厂房亦有2000名工人响应罢工行动[12]。

## 反响
- 裕元鞋厂罢工发生后，根据公司董事会现有资料，预计直接因鞋厂暂停运作引起之损失为2700万美元，当中包括额外的空运费用、由运作受影响引起之溢利损失及其他固定成本[6]。

- 阿迪达斯公司表示，阿迪达斯不会停止与裕元工厂的合作，但为了在最大程度上减少对其运动鞋销量的影响，近期公司将把一部分原本裕元工厂的订单拆分到其他代工工厂[13]。